# Arisaema enneaphyllum
Arisaema enneaphyllum là một loài thực vật có hoa trong họ Ráy (Araceae). Loài này được Hochst. ex A.Rich. mô tả khoa học đầu tiên năm 1850.